# Solar Maximum Mission

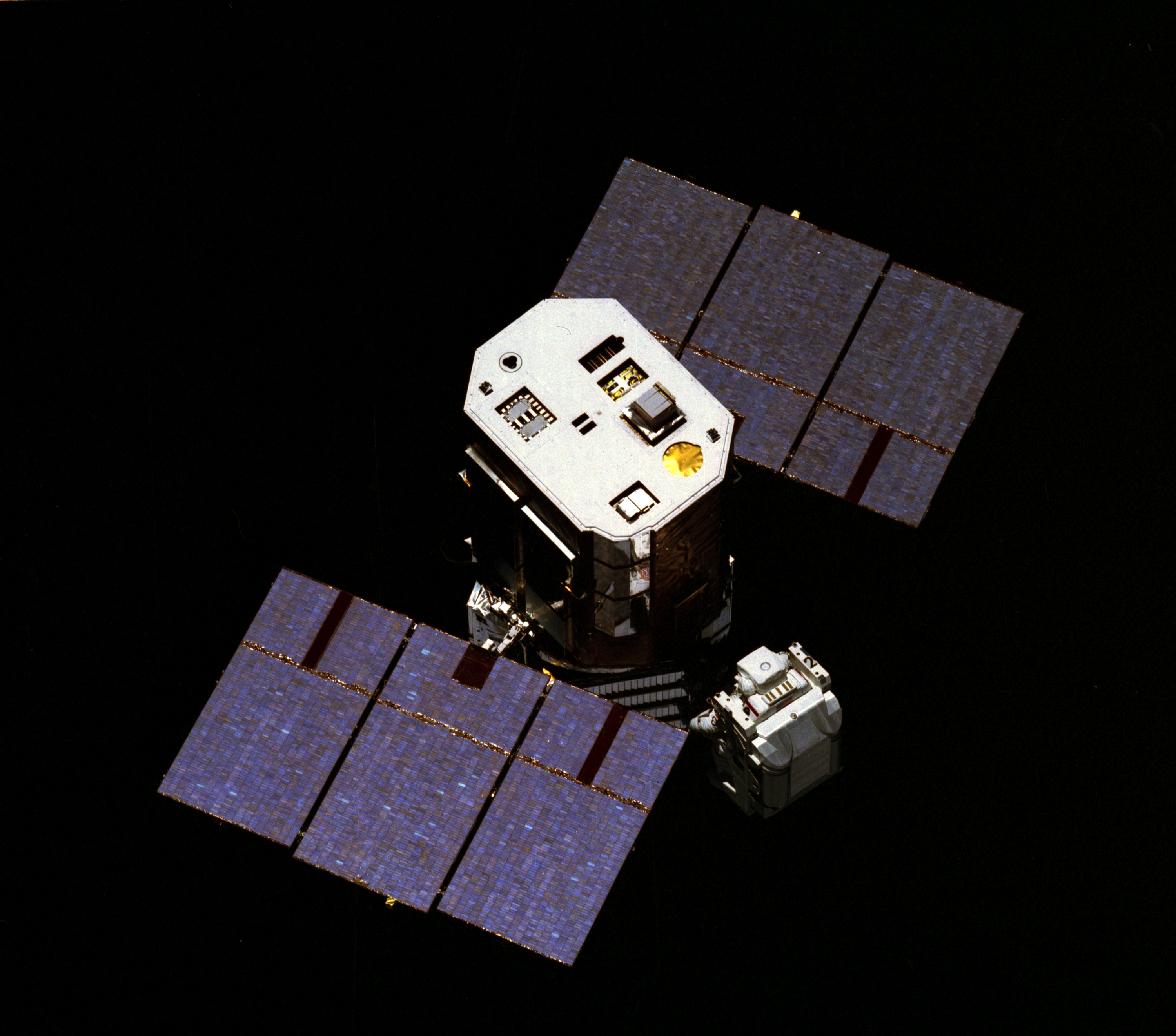
Astronauta reparando el SMM durante la misión STS-41-C en 1984.

Solar Maximum Mission (también conocido por su acrónimo SMM o SolarMax) fue el nombre de un observatorio espacial de la NASA destinado a estudiar el Sol. Fue lanzado el 14 de febrero de 1980 por un cohete Delta, durante un periodo de actividad solar máxima dentro del ciclo solar, de ahí su nombre. Observó más de 12.000 erupciones solares y 1.200 eyecciones coronales durante sus 10 años de vida.
SMM fue el primer satélite en ser recuperado, reparado y soltado de nuevo en órbita, teniendo lugar en la misión STS-41-C, durante la cual la tripulación del transbordador espacial Challenger reparó el sistema de control de actitud del satélite, que estaba averiado, y sustituyó parte de la electrónica del coronógrafo/polarímetro del observatorio.
El observatorio estuvo tomando datos hasta el 24 de noviembre de 1989 y reentró en la atmósfera el 2 de diciembre de ese mismo año.

## Instrumentos
- Active Cavity Radiometer Irradiance Monitor (ACRIM): medía la radiación solar total.
- Gamma Ray Spectrometer (GRS): dedicado al estudio de la composición solar y de las emisiones interestelares de rayos gamma.
- Hard X-ray Burst Spectrometer (HXRBS): dedicado a estudiar los rayos X duros de las erupciones solares mediante 15 canales, en un intervalo entre 20 y 260 keV.
- Soft X-ray Polychromator (XRP): monitor de rayos X suaves.
- Hard X-ray Imaging Spectrometer (HXIS)
- Espectrómetro ultravioleta y polarímetro (UVSP)
- Coronógrafo/Polarímetro: dedicado al estudio de la corona solar a distancias de entre 2 y 5 radios solares con una resolución de 6,4 segundos de arco.

## Especificaciones
- Longitud: 4 m
- Masa: 2315 kg
- Energía: paneles solares proporcionando entre 1500 y 3000 vatios de potencia

## Parámetros orbitales
- Perigeo: 508 km
- Apogeo: 512 km
- Inclinación orbital: 28,5 grados